# Geen plaats meer op aarde
Geen plaats meer op aarde (Engelse titel: Orbit Unlimited) is een sciencefictionroman uit 1968 van de Amerikaanse schrijver Poul Anderson. Het boek werd heruitgebracht in 1980 door Elsevier onder de titel Van de aarde verbannen. Alhoewel het uitgebracht is als roman, zijn het in wezen een aantal korte verhalen met een gemeenschappelijk onderwerp.

## Synopsis
Op de verpauperde en overvolle aarde heerst een dictatoriaal regime en de ruimteschepen liggen er te roesten. Het regime wil nu zelfs in het onderwijs ingrijpen, alles moet blijven zoals het is. Onderwijs en nieuwsgierigheid zouden dat dwars kunnen zitten. Een kleine groep andersdenkenden onder aanvoering van de zoon van een van de dictators voert een verbeten strijd voor de vrijheid. Wanneer ze de onverwachte kans krijgen om een ruimteschip te bemachtigen, grijpen ze deze kans met beide handen. De groep kolonisten begeeft zich onder leiding van de doorgewinterde ruimtevaarder Joshua Coffin naar de onbekende planeet Rustum. Het voltooien van de ruimtereis komt aan een zijden draadje te hangen, als bijna halverwege bekend wordt, dat er (mogelijk) niet ingegrepen wordt en dat er meer vrijheid zal worden toegestaan op de thuisplaneet. Een deel van de bemanning wil terug, een ander deel wil verder. De kolonisten bevinden zich in diepe slaap. Er wordt ondemocratisch besloten toch door te reizen. De natuur op Rustum is op het eerste gezicht genadeloos. Er heerst een zeer hoge luchtdruk en velen laten het leven. Toch weet een aantal bewoners/kolonisten een status quo met de natuur te hanteren. Er dreigt eenzelfde situatie te ontstaan als op Aarde. Totdat een van de bewoners dat ontvlucht en ontdekt dat de planeet zo slecht nog niet is. 